# Leucidia
Leucidia es un género de mariposas de la familia Pieridae.

## Diversidad
Existen 2 especies reconocidas en el género, todas ellas tienen distribución neotropical.

## Plantas hospederas
Se alimentan de plantas de la familia Fabaceae.